# حباك
التَنَوُّطِيَّات أو الحبّاك (بالإنجليزية: Weaver)‏ وله عدة أنواع مثل: Speke's-weaver أو Ploceus cucullatus أو Ploceidae..
| بيانات الحبّاك | العدد |
| ------------- | ----- |
| الجنس         | 17    |
| النوع         | 116   |
| الصنف         | 207   |

انقرض 13 نوعاً منذ 1600 عام..

## سبب التسمية
حصل على هذا الاسم بسبب اعشاشه المتقنة الصنع أكثر من أي طائر اخر..

## اماكن عيشه

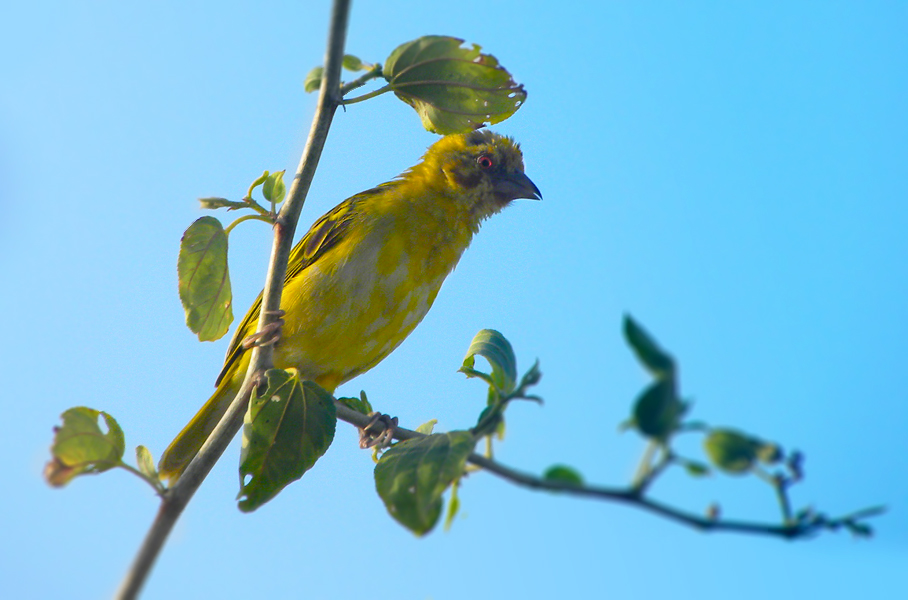
طائر الحبّاك في مكة المكرمة

يعيش بـ أفريقيا وجنوب وغرب الجزيرة العربية واليمن والهند وأجزاء من آسيا الاستوائية وجزر المحيط الهندي.
ينتمي لعائلة الطيور المغردة.
و لقد تم ادخال بعض من أنواعه خارج نطاق وطنهم.. مثل أمريكا وأستراليا وبريطانيا.
يتواجد في الغابات، والمزارع، والمراعي، والمستنقعات والقصب، والبساتين والحدائق.

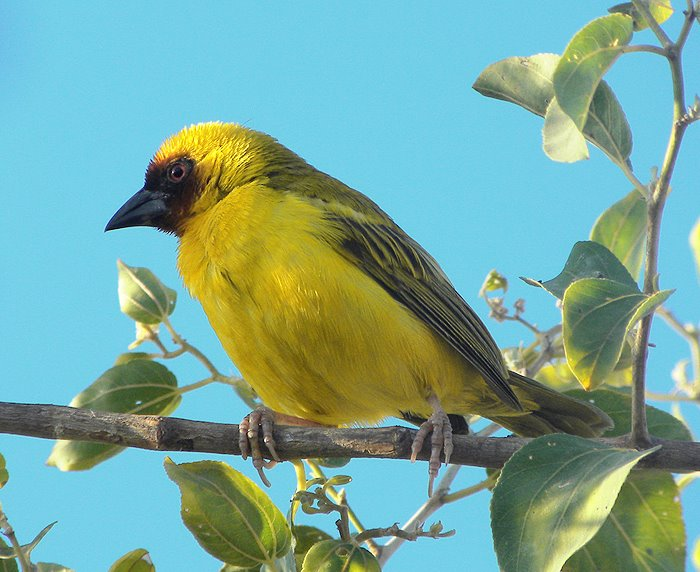
نوع اخر من الحبّاك في مكة المكرمة

## المواصفات
ريش اصفر يغطي غالب الجسم مع وجه اسود أو بني.. وبعض أنواعه حمراء الجسم وسوداء الوجه..

حجمه من صغير لمتوسط وطول الجسم 7،6-19 سم..
الذكر يحمل ألواناً منعشة وملفتة.. اما الانثى وصغار الحباك فيحملون فألواناً باهتة..

وتأكل طيور الحبَّاك الشبيهة بالعصافير البذور والحبوب. وهي دائمة التغريد..

## التعشيش
يبني ذكرُ الحبَّاك العش التقليدي لجذب الانثى 

فيبنيه من ألياف النبات مبتدئًا بحلقة من القش المنسوج، يعلقُها على نبات يحملها.. ثم يبني الجزء
الخارجي من العش؛ ليشكل غرفةَ المأوى في اتجاه، وفي الاتجاه الآخر يمتد المدخل، ما بين
الرواق والنفق الطويل.

ويشتهر طائر الحبَّاك الاجتماعي الذي يعيش في جنوب غربي إفريقيا بأبنية أعشاشه المشتركة
الضخمة؛ إذ يبني
سقفًا مشتركًا، على شكل المظَّلة، من العصيّ والأعشاب في شجرة. وكثيرًا ما يكون السقف
في حجم كوخ إفريقي. 

وينقسم الجانب الواقع أسْفل السقف إلى أقسام، يسكن كلاً منها
زوج من الطيور. وقد تم حصر مجموع الأعشاش في السقف الواحد فبلغ 95 عُشًّا.

يمزّق طائر الحبّاك الريفي، وهو إفريقي أيضًا، سعف النخيل بمنقاره، ثم يستخدم السعف الممزق في نسج عشّه.

ويبني حبَّاك البايَا الهندي والسريلانكي عُشَّا على شكل الدورق، وله مدخل طويل كالنفقِ..

وقد تبني جماعات من هذه الطيور أعشاشًا يصل عددها إلى ما يقرُب من 400 عش في شجرة واحدة.

## التكاثر
يقوم الذكر باستمالة الانثى بالتدلي رأساً على عقب من العش ويبدأ بالتصفيق بجناحيه..

تضع الانثى بيضتين أو أربع بيضات تفقس بعد حوالي 15 يوما..
فيديو لـ طائر الحبّاك